# Liu Chunhua (Leichtathletin)
Liu Chunhua (chinesisch 劉春花 / 刘春花; * 1. Oktober 1986) ist eine ehemalige chinesische Leichtathletin, die sich auf den Speerwurf spezialisiert hat.

## Sportliche Laufbahn
Erste internationale Erfahrungen sammelte Liu Chunhua im Jahr 2009, als sie bei den Asienmeisterschaften in Guangzhou mit einer Weite von 57,93 m auf Anhieb die Goldmedaille gewann. Anschließend nahm sie an den Ostasienspielen in Hongkong teil und siegte dort mit 60,05 m. 2011 verteidigte sie dann bei den Asienmeisterschaften in Kōbe mit einem Wurf auf 58,05 m ihren Titel und schied daraufhin bei den Weltmeisterschaften in Daegu mit 57,52 m in der Qualifikation aus. 2013 bestritt sie in Shenyang ihre letzten Wettkampf und beendete damit ihre aktive sportliche Karriere im Alter von 26 Jahren.
In den Jahren 2008 und 2009 wurde Liu chinesische Meisterin im Speerwurf.